# Famille de Lattre de Tassigny
Pour les articles homonymes, voir Delattre, Lattre et De Lattre.
 (janvier 2023).
Si vous disposez d'ouvrages ou d'articles de référence ou si vous connaissez des sites web de qualité traitant du thème abordé ici, merci de compléter l'article en donnant les références utiles à sa vérifiabilité et en les liant à la section « Notes et références ».
La famille de Lattre de Tassigny est une famille subsistante d'ancienne bourgeoisie française, originaire de Picardie, dont le membre le plus illustre fut le maréchal Jean de Lattre de Tassigny. Elle forma en 1710 deux branches, dont l'aînée est subsistante sous le nom de Lattre, et dont la branche cadette de Lattre de Tassigny s'est éteinte en 1956 avec Roger de Lattre de Tassigny, père  du maréchal (décédé en 1952).

## Histoire
La famille de Lattre est originaire de Guise, dans l'Aisne. Lambert Joseph de Lattre (1680-1726), sieur de Tassigny, marié en 1710 à Guise avec Marguerite Baudoin, eut notamment deux fils qui furent les auteurs de deux branches : l'aînée, subsistante sous le nom de Lattre, et la branche cadette, sous le nom de Lattre de Tassigny, qui s'est éteinte en 1952 avec le Maréchal.
Dans les archives de la ville de Laon, on trouve l'acte de baptême (XVIIIe siècle) de « César François Marie Joseph, fils de M. Robert François Joseph de Lattre de Tacigny […] et pour marraine Marie Anne Baudoin, veuve de messire Lambert Joseph de Lattre de Tacigny, ancien avocat au parlement et ancien maire de Guise ».
En 1829, Laurent Delatre, né en 1799 à Poitiers, obtint du tribunal de Poitiers que son nom soit rectifié en « de Lattre de Tassigny »,.

## Filiation
- Jean de Lattre, né vers 1639, décédé en 1694 à Guise (Aisne), avocat en parlement, bourgeois de la ville de Guise.
  - Lambert Joseph de Lattre, sieur de Tassigny, né le 22 juin 1680 à Guise et mort le 10 septembre 1726 à Guise, écuyer, avocat en Parlement, maire perpétuel de Guise.
    - Louis Paul de Lattre de Tassigny, né le 28 novembre 1719 à Guise et mort le 3 juillet 1810 à Guise, conseiller du roi au grenier à sel de Guise, directeur de la poste aux lettres de Guise, époux de Gabrielle Fouant de La Tombelle (1748-1802).
      - Antoine Joseph César de Lattre de Tassigny, né le 3 décembre 1770 à Guise et mort le 10 novembre 1856 à Poitiers, sous-préfet, époux de Marie Chantal Imbert de La Choltière (1772-1858).
        - Laurent Emile de Lattre de Tassigny, né le 8 mars 1799 à Poitiers et mort le 2 juin 1852 à Poitiers, page de la duchesse d'Angoulême, officier des dragons de la garde du roi Louis-Philippe Ier, époux de Colombe Elisa Aveline (1805-1870).
          - Gaston Joseph de Lattre de Tassigny, né le 23 août 1834 à Saint-Julien-l'Ars et mort le 6 janvier 1914 à Saint-Julien-l'Ars, époux de Gabrielle Favre d'Echallens (1835-1923).
            - Roger Joseph de Lattre de Tassigny, né le 22 juin 1855 à Poitiers et mort le 14 avril 1956 à Mouilleron-en-Pareds, doyen des maires de France (maire de Mouilleron-en-Pareds de 1911 à 1956), époux d'Anne Marie-Louise Hénault (1862-1938)
              - Jean de Lattre de Tassigny, né le 2 février 1889 à Mouilleron-en-Pareds (Vendée) et mort le 11 janvier 1952 à Neuilly-sur-Seine, général d'armée puis maréchal de France, époux de Simonne Calary de Lamazière.
                - Bernard de Lattre de Tassigny, né le 11 février 1928 à Paris (16e) et mort le 30 mai 1951 près de Ninh Binh (Tonkin), officier français.

## Portrait

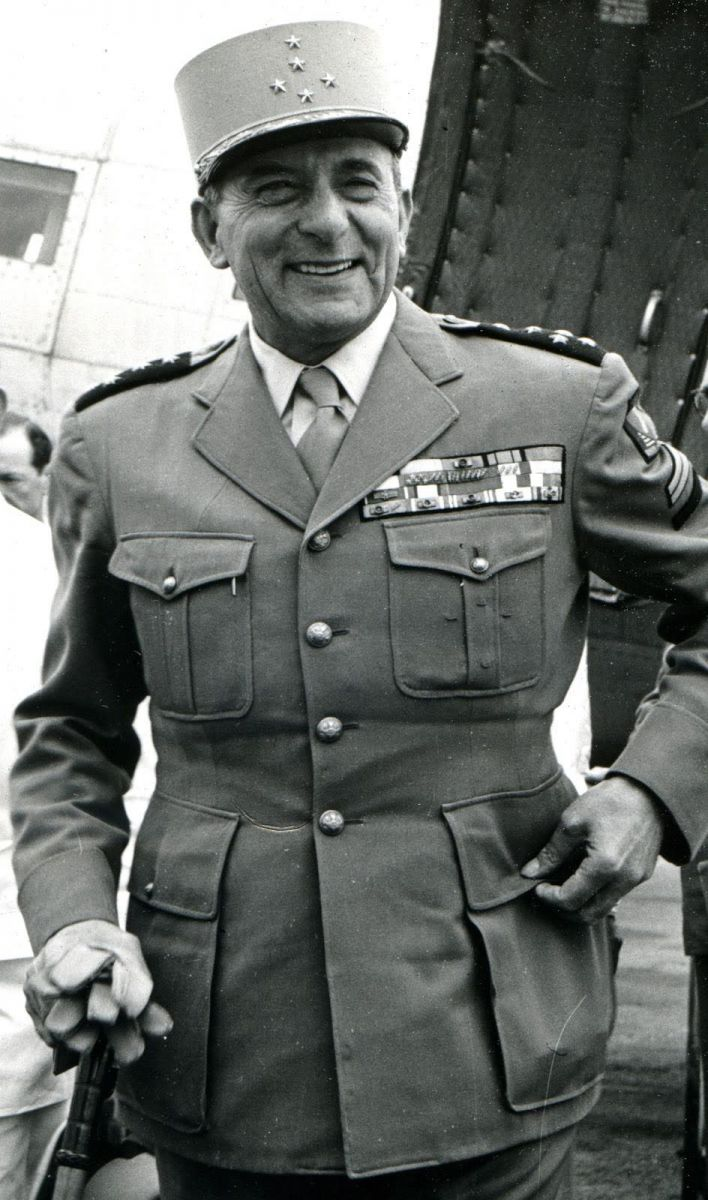
Jean de Lattre de Tassigny